# Municipio de Yogana
El municipio de Yogana es uno de los 570 municipios del estado mexicano de Oaxaca. Su cabecera es la localidad de Yogana.

## Geografía
El municipio de Yogana colinda al norte con el municipio de Ejutla de Crespo; al este con los municipios de Miahuatlán de Porfirio Díaz y San Nicolás; al sur con los municipios de San Simón Almolongas y San Vicente Coatlán; y al oeste con el municipio de Villa Sola de Vega.

## Localidades
El municipio de Yogana cuenta con cuatro localidades.
| Localidad             | Población (2020) |
| --------------------- | ---------------- |
| Yogana                | 1217             |
| Barrio Arriba         | 18               |
| Alrededores de Yogana | 8                |
| Sinigüi               | 2                |

## Gobierno
El municipio de Yogana se rige mediante el sistema de usos y costumbres.
| Presidente municipal          | Periodo   |
| ----------------------------- | --------- |
| Raymundo Méndez Rojas         | 1996-1998 |
| Germán Rojas Martínez         | 1999-2001 |
| Germán Rojas Martínez         | 2002-2004 |
| Juan Pacheco Martínez         | 2005-2007 |
| Ricardo Pacheco Méndez        | 2008-2010 |
| Raymundo Méndez Rojas         | 2011-2013 |
| Valentín Hernández Méndez     | 2013-2016 |
| Sergio García Rodríguez       | 2017-2019 |
| Santos Pacheco García         | 2020-2022 |
| Raymundo Iván Méndez Cayetano | 2023-2025 |